# Лисе (Охтирський район)
Ли́се —  село в Україні, у Чупахівській селищній громаді Охтирського району Охтирського району Сумської області. Населення становить 20 осіб. Колишній (до 2020) орган місцевого самоврядування — Олешнянська сільська рада.

## Географія
Село Лисе знаходиться на правому березі річки Олешня, вище за течією на відстані 1,5 км розташоване село Олешня, нижче за течією примикає село Нове, на протилежному березі - село Садки. До села примикає село Горяйстівка.